# Julius Deininger

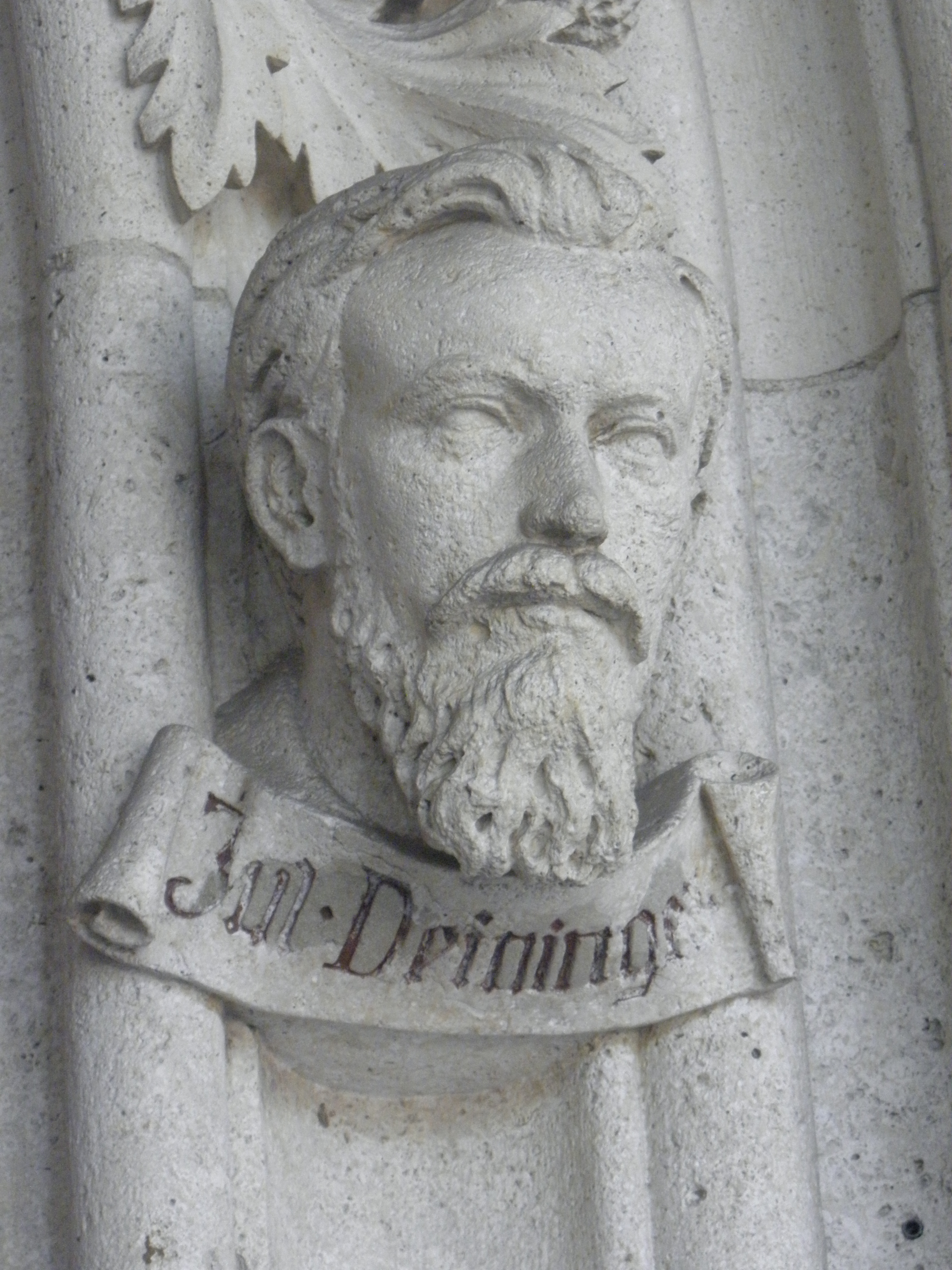
Plastisches Porträt von Deininger am Wiener Rathaus

Julius Deininger (geboren am 30. Mai 1852 in Wien; gestorben am 15. August 1924 ebenda) war ein österreichischer Architekt.

## Leben

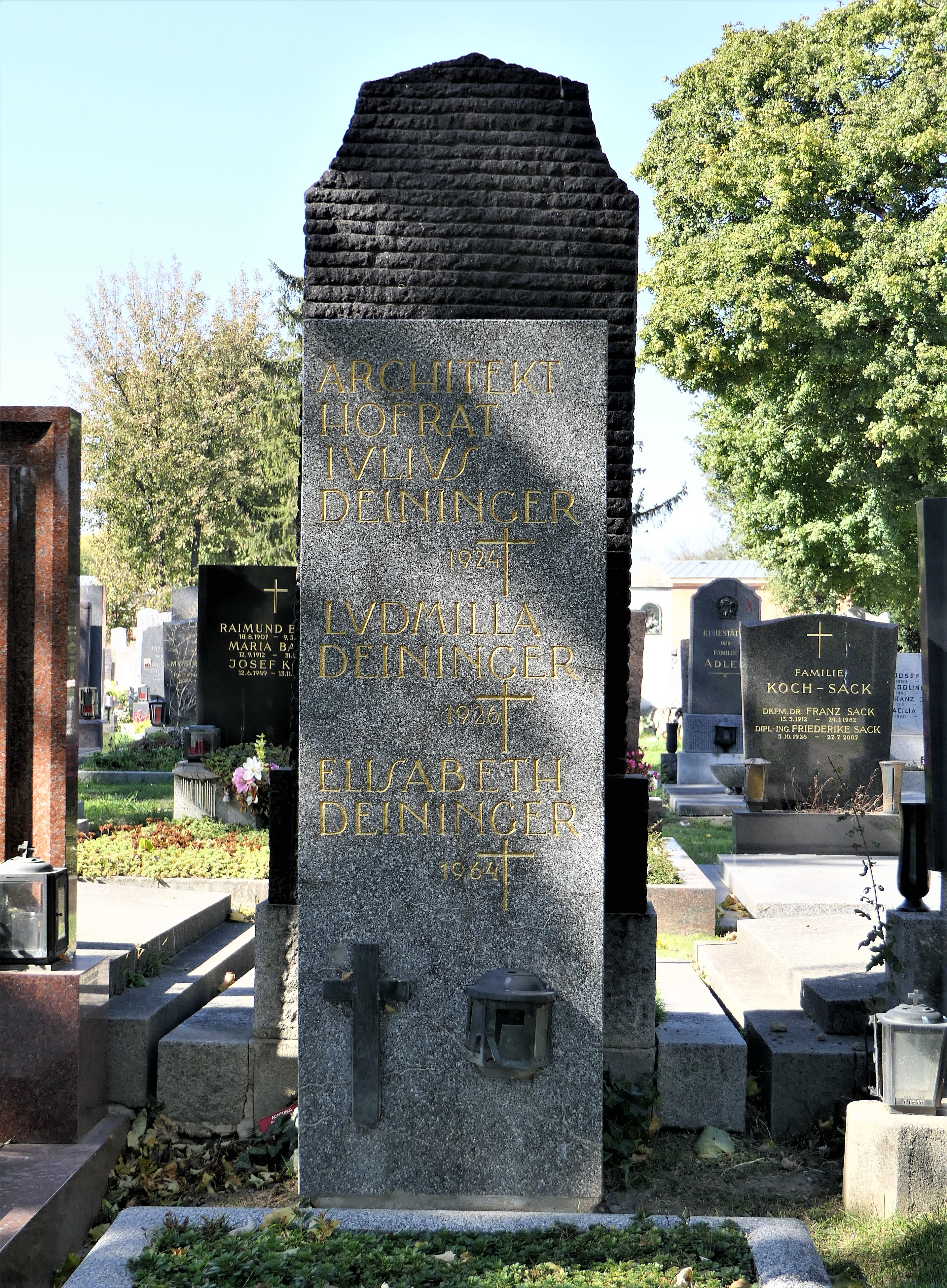
Grab von Julius Deininger

Deininger wurde in eine gutbürgerliche Familie in Wien hineingeboren. Nach einem Studium an der Technischen Hochschule und der Akademie der Bildenden Künste (unter anderem bei Heinrich Ferstel) war er zeitweilig Mitglied des Baubüros des Wiener Cottagevereins und arbeitete ab 1876 im Büro Friedrich Schmidts. 1883 erhielt Deininger eine Professur an der Staatsgewerbeschule, wo er sich auch für Reformen im Lehrplan einsetzte. Im selben Jahr gründete er sein eigenes Architekturbüro.
In Folge baute er zahlreiche Villen, Wohnhäuser und öffentliche Gebäude, vor allem in Wien und Gutenstein, wo er sich im Sommer aufhielt. Neben seiner Arbeit als Architekt entwarf Deininger auch Kunstgegenstände aller Art und wirkte an Denkmälern mit. Daneben war er Mitarbeiter in Fachzeitschriften und ein gefragter Juror, 1905 wurde er zum Oberbaurat ernannt. 1900–1904 war er Mitglied des Wiener Gemeinderats.
Er war der Bruder von Johann Wunibald Deininger und der Vater von Wunibald Deininger, der ab 1899 einige Werke gemeinsam mit ihm realisierte.
Sein Grab befindet sich im Bereich der Ehrengräber (Gruppe 30 B, Reihe 14, Nr. 13) auf den Wiener Zentralfriedhof.
Im Vestibül des heutigen Gemeindebades von Gutenstein, das der erste Gemeindearzt von Gutenstein, Dr. Peter Kempny (1862–1906), 1889 aus privaten Mitteln von Julius Deininger für den Kurbetrieb errichten ließ, wurde 1999, aus Anlass der 75. Wiederkehr des Todestages des Architekten, eine Gedenktafel mit Reliefbüste – gestaltet von Fritz Tiefenthaler – enthüllt.

## Werke
Deininger war, obwohl ein Vertreter des Späthistorismus, stilistisch am ehesten an Früh- und Hochrenaissance, sowie an der damals sogenannten „Deutschen Renaissance“ orientiert. Seine Villenbauten weisen, dem Geschmack der Auftraggeber entsprechend, immer wieder „malerische“ Elemente wie Holzbalkone, Erker und Türmchen auf. Er war trotz seiner Verwurzelung im Historismus den neuen Tendenzen aufgeschlossen genug, mit seinem Sohn Wunibald, einem Wagner-Schüler eine fruchtbare Arbeitsbeziehung einzugehen, bei der sein Stil pragmatisch weiterentwickelt wurde.

### Bauten
| Foto  |                 | Baujahr   | Name                                                          | Standort                                                | Beschreibung                                                                                            | Metadaten                                                                          |
| ----- | --------------- | --------- | ------------------------------------------------------------- | ------------------------------------------------------- | --- | ---------------------------------------------------------------------------------- |
| ja    | Datei hochladen |           | Hochaltar der Minoritenkirche in Troppau · Wikidata           | Ö.-Schlesien / Opava, CZ Standort                       | Anmerkung: Es kommen mehrere Kirchen in Frage                                                           | P84(Architekt): P131(Ort):Opava-Město Region-ISO:CZ-80                             |
| BW    | Datei hochladen | 1885–1886 | Miethäuser                                                    | Wien 8, Piaristengasse 60 und 62 Standort               | | P84(Architekt): P131(Ort):                                                         |
| ja    | Datei hochladen | 1887–1889 | Villa Berl HERIS-ID: 30006 Objekt-ID: 26699                   | Urgesbach 3, Gemeinde Gutenstein, NÖ Standort           | | P84(Architekt): P131(Ort):Gutenstein Region-ISO:AT-3                               |
| ja    | Datei hochladen | 1887–1890 | Rochuskirche HERIS-ID: 11680 Objekt-ID: 7789                  | Wien 3, Landstraßer Hauptstraße 56 Standort             | Anmerkung: Renovierung der Fassade                                                                      | P84(Architekt): P131(Ort):Wien Region-ISO:AT-9                                     |
| ja BW | Datei hochladen | 1888      | Künstlerhaus HERIS-ID: 40735 Objekt-ID: 40753                 | Wien 1, Karlsplatz Standort                             | Anmerkung: Innenumbau                                                                                   | P84(Architekt):August Weber P131(Ort):Innere Stadt Region-ISO:AT-9                 |
| ja    | Datei hochladen | 1889      | Villa Trebesiner HERIS-ID: 29982 Objekt-ID: 26662             | Gutenstein 88, NÖ Standort                              | | P84(Architekt): P131(Ort):Gutenstein Region-ISO:AT-3                               |
| ja    | Datei hochladen | 1889      | Villa Tyrolt                                                  | Gutenstein, Markt 34, NÖ Standort                       | Anmerkung: Laut Foto wurde die Villa 1877 nach Plänen von J. Kratochwill errichtet                      | P84(Architekt): P131(Ort):                                                         |
| ja    | Datei hochladen | 1889      | Schwimm-Dampf- und Wannenbad HERIS-ID: 29981 Objekt-ID: 26661 | Gutenstein 86, NÖ Standort                              | | P84(Architekt): P131(Ort):Gutenstein Region-ISO:AT-3                               |
| BW    | Datei hochladen | 1890      | Villa Schaumann                                               | Vorderbruck 27, Gutenstein, NÖ Standort                 | Anmerkung: Auch Villa Hasi                                                                              | P84(Architekt): P131(Ort):                                                         |
| ja    | Datei hochladen | 1891–1892 | Photoatelier Angerer                                          | Wien 9, Boltzmanngasse 16 Standort                      | zerstört Anmerkung: früher Waisenhausgasse                                                              | P84(Architekt): P131(Ort):Wien Region-ISO:AT-9                                     |
| ja    | Datei hochladen | 1892      | St.Johann-Kirche in Pürgg HERIS-ID: 51758 Objekt-ID: 57514    | Ennstal, Stmk. Standort                                 | Anmerkung: Restaurierung, Altar                                                                         | P84(Architekt): P131(Ort):Stainach-Pürgg Region-ISO:AT-6                           |
| ja BW | Datei hochladen | 1892      | Buchdruckerei Jasper                                          | Wien 3, Tongasse 10–12 Standort                         | | P84(Architekt): P131(Ort):                                                         |
|       | Datei hochladen | 1892–1893 | Wohnhaus „Macht“                                              | Wien 3, Jacquingasse 23                                 | zerstört                                                                                                | P84(Architekt): P131(Ort):                                                         |
| ja    | Datei hochladen | 1894–1895 | Villa Marx HERIS-ID: 13339 Objekt-ID: 9516                    | Weißenbach bei Mödling 32, NÖ Standort                  | | P84(Architekt): P131(Ort):Hinterbrühl Region-ISO:AT-3                              |
| ja    | Datei hochladen | 1895–1896 | Miethaus „Van Swieten-Hof“ HERIS-ID: 47477 Objekt-ID: 50557   | Wien 1, Rotenturmstraße 19 Standort                     | | P84(Architekt): P131(Ort):Innere Stadt Region-ISO:AT-9                             |
| BW    | Datei hochladen | 1897–1898 | Villa M. Gerlach                                              | Wien 18, Dittesgasse 11 / Parkstraße Standort           | | P84(Architekt): P131(Ort):                                                         |
|       | Datei hochladen | 1897–1898 | Landhaus K. Walz                                              | Spitz a.d. Donau, NÖ                                    | | P84(Architekt): P131(Ort):                                                         |
| ja BW | Datei hochladen | 1899      | Wohn- u. Geschäftshaus „Römerhof“                             | Wien 1, Wipplingerstraße 2 Standort                     | Anmerkung: mit Wunibald Deininger, nach Kriegsschäden Fassadendekor reduziert                           | P84(Architekt):Wunibald Deininger, Julius Deininger P131(Ort):Wien Region-ISO:AT-9 |
| BW    | Datei hochladen | 1904–1905 | Villa Ladewig                                                 | Markt 95, Gutenstein, NÖ Standort                       | Anmerkung: mit Wunibald Deininger                                                                       | P84(Architekt): P131(Ort):                                                         |
| ja    | Datei hochladen | 1904–1905 | Handels- und Gewerbebank · Wikidata                           | Mährisch-Ostrau, Mähren / Moravska Ostrava, CZ Standort | Anmerkung: mit Wunibald Deininger, 1. Preis                                                             | P84(Architekt): P131(Ort):Mährisch Ostrau Region-ISO:CZ-80                         |
| ja    | Datei hochladen | 1905–1907 | Neue Wiener Handelsakademie HERIS-ID: 47806 Objekt-ID: 51122  | Wien 8, Hamerlingplatz 5–6 Standort                     | Anmerkung: Wettbewerb, 1. Preis, mit Wunibald Deininger                                                 | P84(Architekt): P131(Ort):Josefstadt Region-ISO:AT-9                               |
|       | Datei hochladen | 1906–1907 | Kurhaus für die Österr. Gesellschaft vom Goldenen Kreuz       | Karlsbad, Böhmen / Karlovy Vary, Tschechien             | Anmerkung: mit Wunibald Deininger                                                                       | P84(Architekt): P131(Ort):                                                         |
| ja    | Datei hochladen | 1907–1910 | K.k. Staatsgewerbeschule                                      | Wien 17, Rosensteingasse 79 Standort                    | Anmerkung: heute Höhere Bundeslehr- und Versuchsanstalt für Chemische Industrie, mit Wunibald Deininger | P84(Architekt): P131(Ort):Wien Region-ISO:AT-9                                     |
| ja    | Datei hochladen | 1909–1910 | Schloss Gutenstein HERIS-ID: 29972 Objekt-ID: 26652           | Gutenstein 1, NÖ Standort                               | Anmerkung: Umbau                                                                                        | P84(Architekt): P131(Ort):Gutenstein Region-ISO:AT-3                               |
| ja    | Datei hochladen | 1914      | Büro- und Fabriksgebäude Fa. Altmann                          | Wien 5, Siebenbrunnengasse 21 Standort                  | Anmerkung: mit Ernst Epstein                                                                            | P84(Architekt): P131(Ort):                                                         |

### Denkmäler
| Foto  |                 | Baujahr   | Name                                                                           | Standort                                      | Beschreibung | Metadaten                                                |
| ----- | --------------- | --------- | ------------------------------------------------------------------------------ | --------------------------------------------- | --- | -------------------------------------------------------- |
| ja BW | Datei hochladen | 1895–1896 | Gruft Fürst Hohenlohe HERIS-ID: 51699 Objekt-ID: 57429                         | Niederhofen, Ennstal, Stainach-Pürgg Standort | | P84(Architekt): P131(Ort):Stainach-Pürgg Region-ISO:AT-6 |
| ja    | Datei hochladen | 1896      | Friedrich Schmidt-Denkmal HERIS-ID: 6126 Objekt-ID: 2001 Wien Kulturgut: 47995 | Wien 1, Friedrich Schmidt-Platz Standort      | Anmerkung: Arch. Teil, mit Bildhauer Edmund Hofmann von Aspernburg, Wettbewerb 1. Preis, heute stark vereinfacht | P84(Architekt): P131(Ort):Innere Stadt Region-ISO:AT-9   |
| BW    | Datei hochladen | um 1897   | Grabmal der Familie Trebesinger                                                | Friedhof Gutenstein, NÖ Standort              | Anmerkung: mit Bildhauer Edmund Hofmann                                                                          | P84(Architekt): P131(Ort):                               |